# LILRB1
LILRB1 (англ. Leukocyte immunoglobulin-like receptor subfamily B member 1; CD85J) — мембранный белок семейства иммуноглобулиноподобных рецепторов, входящих в суперсемейство иммуноглобулинов. Продукт гена человека LILRB1.

## Функции
Ген LILRB1 входит в семейство иммуноглобулиноподобных рецепторов лейкоцитов, кластер которого у человека расположен в хромосомном регионе 19q13.4. Белок принадлежит к подсемейству класса B лейкоцитарных рецепторов, которые отличаются наличием от 2 до 4 внеклеточных иммуноглобулярных доменов, трансмембранного домена и от 2 до 4 цитоплазматических ингибиторных мотивов ITIM. Рецептор экспрессируется на иммунных клетках, где он связывается с молекулами главного комплекса гистосовместимости класса MHC-I на поверхности антигенпрезентирующих клеток и переносит негативный сигнал, который ингибирует стимулирование иммунного ответа. LILRB1 контролирует воспаление и цитотоксическую реакцию для обеспечения направленного иммунного ответа и ограничения аутоиммунной реакции.
LILRB1 является рецептором для антигенов главного комплекса гистосовместимости класса MHC-I и распознаёт широкий спектр аллелей HLA-A, HLA-B, HLA-C, HLA-G и HLA-F. Кроме этого, является рецептором для H301/UL18, гомолога антигена главного комплекса гистосовместимости класса I цитомегаловируса человека. Связывание лиганда с LILRB1 приводит к ингибированию иммунного ответа. Активания LILRB1 на поверхности естественных киллеров или T-клеток антигенами главного комплекса гистосовместимости класса I защищает клетки-мишени от лизиса. Взаимодействие с HLA-B или HLA-E приводит к ингибированию сигнала от рецептора FCER1A и выброса серотонина. Ингибирует фосфорилирование клеточных белков, опосредованное FCGR1A, и мобилизацию внутриклеточного кальция. Распознаёт HLA-G в комплексе с микроглобулином бета-2.
Перепрограммирует B-клетки в иммуносупрессорный фенотип.

## Структура
LILRB1 состоит из 650 аминокислот, молекулярная масса 70,8 кДа. Существует по крайней форме 5 изоформ белка.